# Eduardo Bleier
Eduardo Bleier Horovitz (Montevideo, 12 de noviembre de 1927 - Batallón 13) fue un militante comunista y estudiante avanzado de Odontología detenido en Montevideo el 19 de octubre de 1975 y trasladado al Centro Clandestino de Detención 300 Carlos R (Casona de Punta Gorda) y luego al 300 Carlos (Infierno Grande). 

## Biografía
Sus padres fueron Ana Horovitz y Eugenio Bleier llegaron desde Hungría en 1919 huyendo de la crisis política y económica en Europa. Sus padres profesaban la religión hebrea y contribuyeron a crear en 1932 la Sociedad Israelita Húngara del Uruguay. 
Contrajo matrimonio con Kelly Novogrebelsky con quien tuvo a su primera hija Irene. Se divorció y se volvió a casar con Rosa Valiño, compañera de militancia, con quien tuvo a Carlos, Gerardo y Rosana.

## Actividad política
Desde muy joven se afilió al Partido Comunista del Uruguay donde se presentó como candidato a Diputado sin acceder al puesto. Fue elegido como Secretario de Finanzas del partido ocupando en varias oportunidades ese mismo puesto.

### Detención
Fue detenido en la vía pública el 19 de octubre de 1975 y trasladado 300 Carlos R (Casona de Punta Gorda) y luego al 300 Carlos (Infierno Grande). Su detención fue negada en repetidas veces por las autoridades pero al salir de la dictadura varios testigos declararon haber estado en 300 Carlos y en Infierno chico con él.
Este caso estaría incluido dentro de la Operación Morgan, que fue un operativo represivo contra el Partido Comunista desde el 20 de octubre de 1975 entre los que fueron detenidos: Carlos Arévalo, Juan Manuel Brieba, Julio Correa, Ubagesner Chaves Sosa, Julio Escudero, Horacio Gelós Bonilla, Fernando Miranda, Otermín Laureano Montes de Oca y Elena Quinteros.
El Comité de Derechos Humanos de Naciones Unidas, establecido en 1977 de conformidad con el artículo 28 del Pacto Internacional de Derechos Civiles y Políticos con el fin de vigilar el cumplimiento por los Estados Partes de sus obligaciones, emitió en marzo de 1982 un dictamen en el que condenaba al Estado de Uruguay por este caso. El estado de Israel presentó un reclamo ante el estado uruguayo tras su detención en 1975 en Montevideo,

### Homicidio
Fue internado en el Hospital Militar a consecuencia de las constantes torturas que sufrió en los centros de detención donde estuvo. Cuando fue devuelto al “300 Carlos”, tuvo que usar una máscara de oxígeno en forma permanente a causa de su deteriorado estado físico.

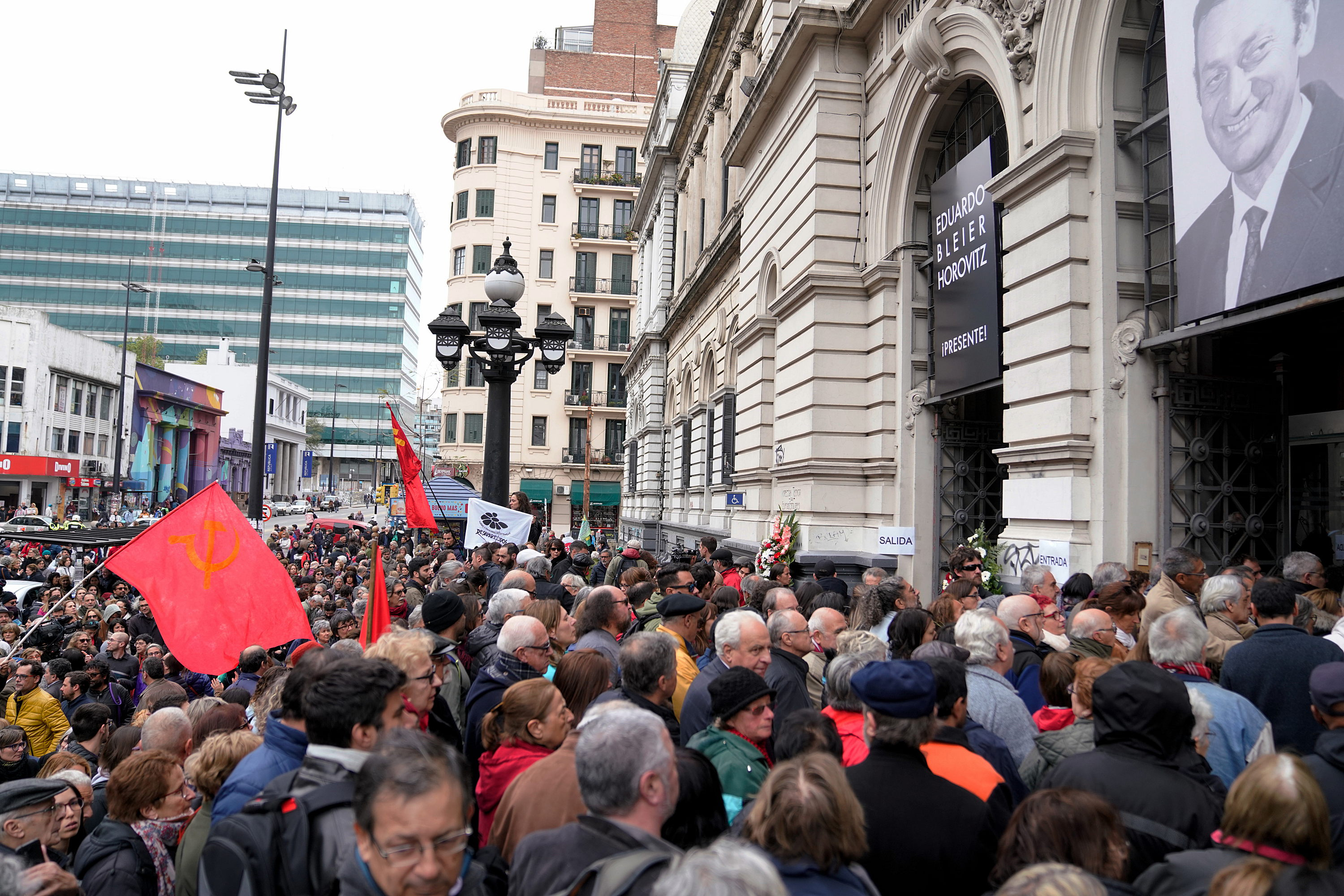
Homenaje a Eduardo Bleier en el Paraninfo de la Universidad de la Universidad de la República en 2019.

## Hallazgo de sus restos
Sus restos fueron hallados el 28 de agosto de 2019 en el Batallón 13 y el 7 de octubre fue anunciada su identidad.